# 9-es busz (Miskolc)
A miskolci 9-es buszjárat az Újgyőri főtér és Diósgyőr kapcsolatát látja el.

## Története
1966. május 1-jéig a Dózsa György utcáról a  Nehézszerszámgépgyárig (ma Tatárdomb) járt, 1972. szeptember 30-áig a Marx tértől közlekedett a Nehézszerszámgépgyárig. Jelenlegi útvonala 1972. október 1-jétől érvényes. A vonalon csúcsidőben 1 darab csuklós busz is közlekedik a szólóbusz mellett. Reggel a 68-ason lévő jármű van a 9-es szólóbusz helyett, mivel reggel nagy szükség van 68-as vonalon a szólóbuszra.
A két állomás közti távot 11-12 perc alatt teszi meg.
2023. október 14-től a Diósgyőri Ipari Park és a Diósgyőri Kórház megállóhelyek érintésével közlekedik.

## Követési ideje
Hétköznap Reggel 20-30 perc,Délután 30 perc,völgy időben óránként közlekedik.
Hétvégén 2-3 fél órás követés kivételével,egész nap óránként közlekedik.

## Útvonala
| Újgyőri főtér – Tokaji Ferenc utca | Tokaji Ferenc utca – Újgyőri főtér |
| --- | --- |
| - Újgyőri főtér - Első utca - Vasgyári út - Gózon Lajos utca - Kerpely Antal utca - Glanzer Miksa utca - Téglagyári utca - Gózon Lajos utca - Muhi utca - Szervezet utca - Ferenczi Sándor utca - Tokaji Ferenc utca - Tokaji Ferenc utca vá. | - Tokaji Ferenc utca vá. - Ferenczi Sándor utca - Szervezet utca - Muhi utca - Mexikóvölgy utca - Gózon Lajos utca - Jedlik Ányos utca - Kabar utca - Mester utca - Kerpely Antal utca - Irma utca - Glanzer Miksa utca - Lónyay Menyhért utca - Ógyár tér - Fürdő utca - Harmadik utca - Első utca - Újgyőri főtér |

## Megállóhelyei
| 0  | Újgyőri főtér végállomás      | 16 | 1, 1A, 2 1, 6, 16, 19, 21, 29, 39, 53, 54, 68 |
| 1  | Vasgyári út                   | ∫  | 19, 21, 29, 68                                |
| 2  | Vasgyár                       | 14 | 2 16, 19, 21, 29, 39, 53, 68, 101B            |
| 4  | Diósgyőri Ipari Park          | 12 | 16                                            |
| 6  | Diósgyőri Korház              | 10 | 16                                            |
| 7  | Vasgyári temető               | 9  | 19, 21, 29, 39, 53, 68, 101B                  |
| 8  | Bolyai Farkas utca            | 8  | 21, 68, 101B                                  |
| 10 | Tatárdomb                     | 6  | 21, 68, 101B                                  |
| 11 | Üllő utca                     | ∫  | 21, 101B                                      |
| 12 | Lórántffy Zsuzsanna utca      | 5  |                                               |
| 13 | Verseny utca                  | 4  |                                               |
| 14 | Bánát utca                    | 3  |                                               |
| 16 | Szervezet utca                | 1  |                                               |
| 17 | Tokaji Ferenc utca végállomás | 0  |                                               |